# Chaetostoma sacramento
Chaetostoma sacramento — вид сомоподібних риб з родини лорікарієвих (Loricariidae). Описаний у 2024 році.

## Поширення
Ендемік Перу. Поширений у басейні річки Укаялі. Виявлений у річках Агуайтія, Піскі та Палькасу.

## Етимологія
Видовий епітет sacramento відноситься до рівнини (пампи) в центральному Перу між річками Уайяґа та Укаялі, приблизно відмежованими річкою Піскі на півночі та річкою Палькасу на півдні. Наразі Chaetostoma sacramento відомий виключно в цьому регіоні, відомому як Пампа-де-Сакраменто, який займає долину між провінціями Уануко та Укаялі, яка є частиною перуанського субандійського поясу та оточує Бокерон-дель-Падре-Абад у Кордильєра-Азул. Пампа-де-Сакраменто була відкрита європейцями 21 червня 1726 року експедицією під керівництвом дона Жуана Нуньєша Лобо і була охрещена Пампою-дель-Сакраменто на честь католицького свята Тіла і Крові Христових (порт. Solenidade do Santíssimo Sacramento do Corpo e do Sangue de Cristo). Наступні францисканські місіонери підкреслили багате етнічне розмаїття цього регіону.

## Опис
Тіло завдовжки до 6,5 см. Спина та боки зеленкувато-коричневі з білими плямами різної форми.